# ASAP Mob
ASAP Mob (стилізований під A$AP Mob, ASAP означає «Always Streve and Prosper») — американський хіп-хоп гурт, створений в 2006 році в Гарлемі, штат Нью-Йорк, який складається з нью-йоркських реперів (більшість з прізвиськом «ASAP»), звукорежисерів, режисерів музичних відео та модельєрів.
28 серпня 2012 року колектив випустив мікстейп Lords Never Worry . Вони випустили сингл " Trillmatic " у грудні 2013 року а потім їхній дебютний студійний альбом Cozy Tapes Vol. 1: Friends, у жовтні 2016 року. 

## Історія

### Становлення та початок (2006—2012)
У 2006 році Стівен Родрігес, професійно відомий як A$AP Yams, сформував колектив з іншими ньюйоркцями A$AP Bari, A$AP Kham і A$AP Illz. Пізніше приєднався гарлемський репер A$AP Rocky. Влітку 2011 року група випустила кліпи на сингли Роккі " Peso " і «Purple Swag», спродюсовані A$AP Ty Beats. Роккі продовжив свій мікстейп Live. Love. A$AP у жовтні, підписавши угоду про звукозапис із Sony Music Entertainment того місяця.

### Lords Never Worry(2012—2014)

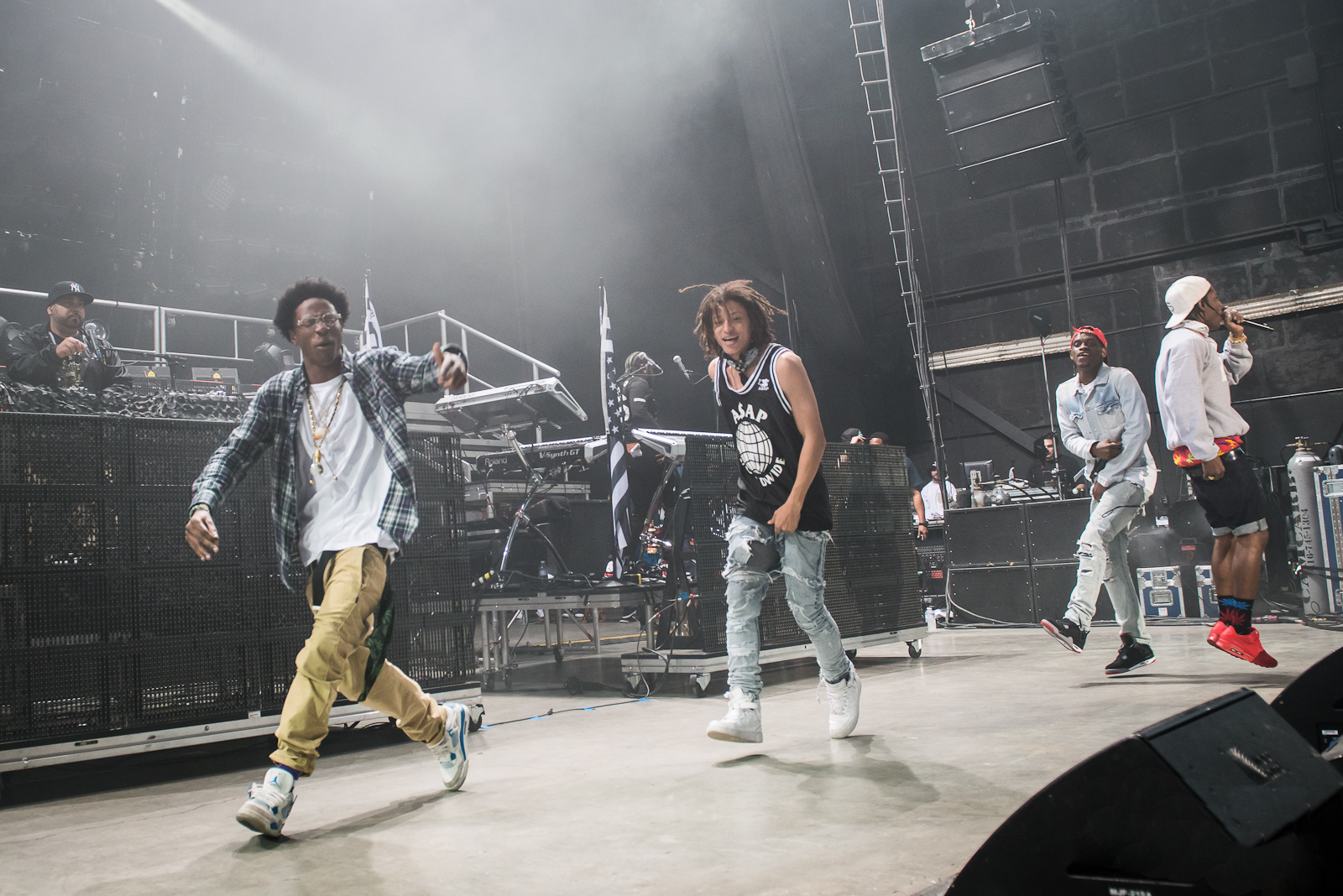
Члени ASAP Mob з Джоуї Бадасом (ліворуч) під час туру Under the Influence в Торонто, Канада, 10 серпня 2013 року

27 серпня 2012 року A$AP Mob випустили свій дебютний проект, мікстейп під назвою Lords Never Worry, для безкоштовного скачування. З вересня по листопад Роккі гастролював з гуртами Schoolboy Q, Danny Brown та A$AP Mob на підтримку свого сольного дебютного альбому.
У січні 2013 року A$AP Ferg підписав угоду про спільне підприємство з RCA та Polo Grounds, які випустили його сингл «Work» для роздрібної торгівлі на iTunes. Після цього був офіційний ремікс на «Work» за участю Роккі, Френч Монтани, Schoolboy Q та Тринідада Джеймса .
Дебютний альбом Роккі Long. Live. A$AP , був випущений 15 січня 2013 року дебютувавши на першому місці в чарті Billboard 200 з продажами в 139 000 копій за перший тиждень у США.
A$AP Ferg оголосив, що A$AP Mob випустить свій дебютний альбом після виходу його сольного дебютного альбому Trap Lord 20 серпня 2013 року. Альбом посів дев'яту позицію в Billboard 200 і четверту в чарті Top R&B/Hip-Hop Albums, з продажами в 32 000 копій за перший тиждень у США. У листопаді 2013 року ASAP Rocky оголосив, що дебютний альбом ASAP Mob буде називатися Lords . 4 грудня 2013 року вийшов перший сингл альбому під назвою " Trillmatic «. Потім назву альбому було змінено на LORD 13 січня 2014 року вийшов сингл „See Me“ від ASAP Ant.
26 вересня 2014 року A$AP Yams повідомив, що LORD був відкладений.

### Серія Cosy Tapes(2015— дотепер)
18 січня 2015 року A$AP Mob повідомив, що A$AP Yams помер від гострої змішаної інтоксикації наркотиками. 15 жовтня 2016 року A$AP Rocky підтвердив, що збірник групи Cozy Tapes Vol. 1: Friends завершено. Присвячений A$AP Yams альбом був випущений 31 жовтня 2016 року, і показав кілька художників, в тому числі Playboi Carti, Skepta і Tyler, The Creator .

13 січня 2019 року ASAP Ant оголосив, що покидає колектив, щоб зосередитися на своїй сольній кар'єрі. Він повернувся в квітні, підтвердивши, що колектив розпочав роботу над своїм третім студійним альбомом Cosy Tapes 3 .

## Смерть ASAP Yams, ASAP Snacks і Chynna
18 січня 2015 року ASAP Yams знайшли мертвим у віці 26 років Причиною смерті було визнано передозування через змішану інтоксикацію наркотиками, хоча члени та філії ASAP Mob стверджували, що Yams помер від асфіксії від блювоти, викликаної апное сну .
2 лютого 2020 року помер A$AP J. SCOTT (він же A$AP Snacks). Його вбили та пограбували.
Chynna була знайдена мертвою 8 квітня 2020 року внаслідок випадкового передозування наркотиками. Їй було 25 років.

## Дискографія

### Студійні альбоми
| Назва                       | Деталі альбому                                                                                               | Пікові позиції на діаграмі | Пікові позиції на діаграмі | Пікові позиції на діаграмі | Пікові позиції на діаграмі | Пікові позиції на діаграмі | Пікові позиції на діаграмі |
| Назва                       | Деталі альбому                                                                                               | НАС                        | США R&B /HH                | Американський реп          | AUS                        | МОЖЕ                       | Велика Британія            |
| --------------------------- | --- | -------------------------- | -------------------------- | -------------------------- | -------------------------- | -------------------------- | -------------------------- |
| Cosy Tapes Vol. 1: Friends  | - Випущено: 31 жовтня 2016 р. - Лейбл: ASAP Worldwide, Polo Grounds, RCA - Формати: CD, цифрове завантаження | 13                         | 4                          | 4                          | 50                         | 34                         | 84                         |
| Cosy Tapes Vol. 2: Too Cozy | - Випуск: 25 серпня 2017 року - Лейбл: ASAP Worldwide, Polo Grounds, RCA - Формати: CD, цифрове завантаження | 6                          | 4                          | 3                          | 24                         | 14                         | 54                         |

### Мікстейпи
| Назва                   | Деталі альбому                                                                                             |
| ----------------------- | --- |
| Lords Never Worry </br> | - Випущено: 28 серпня 2012 року - Лейбл: ASAP Worldwide, Polo Grounds, RCA - Формати: цифрове завантаження |

### Одиночні
| Назва                                                                                       | Рік      | Пікові позиції на діаграмі | Пікові позиції на діаграмі | Пікові позиції на діаграмі | Пікові позиції на діаграмі | Пікові позиції на діаграмі | Пікові позиції на діаграмі | Альбом                      |
| Назва                                                                                       | Рік      | НАС                        | НАС R&B/HH Bub..           | МОЖЕ                       | NZ Heat.                   | Велика Британія            | Велика Британія            | Альбом                      |
| ------------------------------------------------------------------------------------------- | -------- | -------------------------- | -------------------------- | -------------------------- | -------------------------- | -------------------------- | -------------------------- | --------------------------- |
| „Bath Salts“ </br> (за участю A$AP Rocky, A$AP Ant і Flatbush Zombies)                      | 2012 рік | —                          | —                          | —                          | —                          | —                          | —                          | Lords Never Worry           |
| » Trillmatic « </br> (за участю A$AP Nast and Method Man)                                   | 2013 рік | —                          | —                          | —                          | —                          | 193                        | __                         |                             |
| „Xscape“ </br> (за участю A$AP Twelvyy)                                                     | 2014 рік | —                          | —                          | —                          | —                          | —                          | —                          |                             |
| » Hella Hoes « </br> (за участю A$AP Rocky, A$AP Ferg, A$AP Nast і A$AP Twelvyy)            | 2014 рік | —                          | 10                         | —                          | —                          | —                          | —                          |                             |
| » Yamborghini High " </br> (за участю Juicy J)                                              | 2016 рік | —                          | 7                          | —                          | —                          | —                          | —                          | Cosy Tapes Vol. 1: Друзі    |
| «Crazy Brazy» (featuring A$AP Rocky, A$AP Twelvyy and Key!)                                 | 2016 рік | —                          | —                          | —                          | —                          | —                          | —                          | Cosy Tapes Vol. 1: Друзі    |
| «Runner» (featuring A$AP Ant and Lil Uzi Vert)                                              | 2016 рік | —                          | —                          | —                          | —                          | —                          | —                          | Cosy Tapes Vol. 1: Друзі    |
| «Telephone Calls» (featuring A$AP Rocky, Tyler, The Creator, Playboi Carti and Yung Gleesh) | 2016 рік | —                          | 10                         | —                          | —                          | —                          | —                          | Cosy Tapes Vol. 1: Друзі    |
| «Wrong» </br> (за участю A$AP Rocky та A$AP Ferg)                                           | 2017 рік | —                          | —                          | —                          | —                          | —                          | __                         |                             |
| «RAF» </br> (за участю A$AP Rocky, Playboi Carti, Quavo, Lil Uzi Vert і Frank Ocean)        | 2017 рік | 18                         | 9                          | 82                         | 5                          | —                          | —                          | Cosy Tapes Vol. 2: Too Cozy |
| «Feels So Good» (featuring A$AP Rocky, A$AP Ferg, A$AP Nast, A$AP Twelvyy and A$AP Ant)     | 2017 рік | —                          | —                          | —                          | —                          | —                          | —                          | Cosy Tapes Vol. 2: Too Cozy |
| «—» позначає запис, який не потрапив у чарти або не був випущений на цій території.         |          |                            |                            |                            |                            |                            |                            |                             |

### Музичні відео
| Назва                                                                                  | Рік      | Директор(и)                |
| -------------------------------------------------------------------------------------- | -------- | -------------------------- |
| «Trillmatic» (за участю A$AP Nast and Method Man)                                      | 2013 рік | Йона Шварц                 |
| «See Me» (за участю A$AP Ant)                                                          | 2014 рік | Ендрю Хайнс                |
| «Xscape» (за участю A$AP Twelvyy)                                                      | 2014 рік | Саймон Девіс               |
| «Hella Hoes» (за участю A$AP Rocky, A$AP Ferg, A$AP Nast і A$AP Twelvyy)               | 2014 рік | Йона Шварц                 |
| «Yamborghini High» (за участю Juicy J)                                                 | 2016 рік | Шомі Патварі та AWGE       |
| «Wrong» (за участю A$AP Rocky та A$AP Ferg)                                            | 2017 рік | Антон Бялат                |
| «RAF» (за участю ASAP Rocky, Playboi Carti, Quavo, Lil Uzi Vert і Frank Ocean)         | 2017 рік | Остін Вінчелл і A$AP Роккі |
| «Feels So Good» (за участю ASAP Rocky, ASAP Ferg, ASAP Nast, ASAP Twelvyy та ASAP Ant) | 2017 рік | hidjifilms                 |
| «Money Man» (за участю A$AP Rocky, A$AP Nast і Skepta)                                 | 2018 рік | Dexter Navy і A$AP Rocky   |
| «Put That On My Set» (за участю A$AP Rocky і Skepta)                                   | 2018 рік | Dexter Navy і A$AP Rocky   |